# Hüseyin Ekici
Hüseyin Ekici (* 1990 in Berlin) ist ein deutscher Schauspieler zaza-kurdischer Abstammung. Er wurde insbesondere durch seine Rolle des Orkan Kurtoğlu in der ARD-Serie Lindenstraße bekannt.

## Leben
Ekici wuchs im Berliner Bezirk Neukölln auf.
Auf der Bühne erregte Ekici 2009 in der Rolle des Rashid A. in der Inszenierung Arabboy – Das kurze Leben des Rashid A. im Berliner Theater Heimathafen Neukölln erstmals Aufmerksamkeit.
Er spielt seitdem regelmäßig in verschiedenen Fernsehserien Gastrollen, zum Teil Episodenhauptrollen. Ekici verkörpert dabei häufig kriminelle, gewaltbereite Männer. Die Rolle des Orkan Kurtoğlu, die er von 2010 bis 2012 in der ARD-Fernsehserie Lindenstraße spielte, hatte dagegen auch humorvolle und sympathische Züge.
Ekici ist außerdem Sprecher in diversen Hörspielen, wie zuletzt im RBB-Hörspiel Sandräuber (2016).

## Filmografie (Auswahl)
- 2006: Abschnitt 40
- 2006: Schloss Einstein
- 2007: BZAL – Fit für die Liebe?!
- 2008: Ausgestoßen – Schwanger
- 2008: Boarder Crossing
- 2008: Aargh – Der Film
- 2008: Die kleine Benimmschule 3
- 2009: KDD – Kriminaldauerdienst
- 2009: Karabash – Der Film
- 2009: Zeiten ändern dich
- 2009: Empathie – Der Film
- 2010: Danni Lowinski
- 2010: Ein Akt der Menschlichkeit
- 2010–2012: Lindenstraße
- 2011: Der Kriminalist – Zwischen den Fronten
- 2011: Liebeskuss am Bosporus
- 2012: Blessings Enkel
- 2012: Einmal Hans mit scharfer Soße
- 2012: Mantrailer
- 2013: Ruth – Auf das Leben!
- 2014: Toilet Stories
- 2014: Toleranz – Der Film
- 2014: SOKO 5113
- 2014: Die Kinder meiner Tochter
- 2015: Der Kriminalist
- 2015: Handwerker und andere Katastrophen
- 2016: Alpa Gun - Schmerz
- 2017: Peng - Die Pistole
- 2017: Another Day in Paradise
- 2018: Herr und Frau Bulle
- 2024–2025: Dr. Nice: Gebrochene Herzen, Herzflattern, Weiche Knie

## Theater
- 2009: Arabboy – Das kurze Leben des Rashid A.; Heimathafen Neukölln, Berlin
- 2010: Ayla – Ali’s Tochter; Atze Musiktheater, Berlin[2]

## Auszeichnungen
- 2010: Nominiert für den IKARUS-Theaterpreis mit Ayla – Ali’s Tochter
- 2012: Eintrag ins Bezirksbuch von Berlin-Neukölln als Vorzeige Neuköllner
- 2016: Ausgezeichnet mit dem Theaterpreis des Bundes für Arabboy - Das kurze Leben des Rashid A.

## Hörspiele (Auswahl)
- 2016: Jutta Schnirch: Sandräuber – Regie: Tim Staffel (RBB)
- 2015: Bettina Janischowski: Levins Abschied – Regie: Tim Staffel (WDR)
- 2013: Elisabeth Herrmann/Sven Stricker: Radio Tatort 68: Ans Wasser! – Regie: Sven Stricker (ARD)
- 2012: Judith Stadlin/Michael van Orsouw: Buus Halt Waterloo – Regie: Regine Ahrem/Judith Stadlin (RBB)
- 2011: Judith Stadlin/Britta Steffenhagen: Wege sein – Regie: Judith Stadlin (SWR)
- 2011: Judith Stadlin/Sabine Stein: Watchdog – Regie: Judith Stadlin (NDR)
- 2009: Robert Steudtner/Leonhard Koppelmann: Yola Koyulma – Der Aufbruch – Regie: Robert Steudtner (WDR)
- 2009: Regine Ahrem: Das blaue, blaue Meer – Regie: Regine Ahrem (RBB)